# Majdan-Obleszcze
Majdan-Obleszcze – wieś w Polsce położona w województwie lubelskim, w powiecie kraśnickim, w gminie Szastarka.
W latach 1975–1998 miejscowość administracyjnie należała do województwa tarnobrzeskiego. 
Wieś stanowi sołectwo gminy Szastarka. Według Narodowego Spisu Powszechnego (III 2011 r.) wieś liczyła  mieszkańców. 
Miejscowa ludność wyznania katolickiego należy do parafii Matki Bożej Nieustającej Pomocy w Wierzchowiskach Drugich.